# 小塚舞子
小塚 舞子（こづか まいこ、1985年11月24日 - ）は、関西を中心に活動するタレント、リポーター、ライター。2021年10月末まで舞夢プロ所属、現在はフリーランス。

## 人物
出生地は大阪であるが、2歳より奈良県生駒市に移る。生駒市立生駒台小学校卒業。
特技は、笑顔、水泳。 趣味は、ライブハウス巡り、カレー屋巡り、プラモデル作り、写真、ランニング。特にカレーについての発信が多く、自身の公式プロフィールでも「カレー愛好家」を名乗っている。

## 略歴
2018年7月15日放送の「Cheers!（ABCラジオ）」にて、シンガーソングライターのかみぬまゆうたろうと結婚することを報告。8月4日放送の「おとな旅あるき旅（テレビ大阪）」で妊娠を発表。12月11日に女児出産。一児の母となる。
2021年10月25日に自身のSNSにて、所属していた舞夢プロを10月末に退所する事を報告。11月以降はフリーランスとして活動する。

## 出演

### テレビドラマ
- ウェルかめ 第50回（2009年11月24日 NHK） - 娘 役

### テレビ
現在の出演番組
- おとな旅あるき旅（2013年 - 、テレビ大阪）- 準レギュラー
- 発見たまご! ころころコロンブス（関西テレビ）- リポーター

過去の出演番組
- ビジネスカンサイ（関西テレビ） - リポーター（隔週出演）
- ビジネス新伝説 ルソンの壺（2007年 - 2008年、NHK大阪） - リポーター
- ズームイン!!SUPER（2004年 - 2009年3月、読売テレビ）
- 原田伸郎のめざせパーゴルフ（サンテレビ） - アシスタント
- 追跡 平城京最大のクーデター〜最新分析が明かす「仲麻呂の乱」〜（2010年10月11日、BS2） - 仲麻呂の娘役（再現VTR）
- 京都・味しるべ（KBS京都）2012年に数回放送
- 大阪ほんわかテレビ（読売テレビ） - リポーター
- 朝だ!生です旅サラダ（2013年4月 - 2014年3月、ABCテレビ） - 旅サラダガールズ（月替わり出演）
- スマホとおさんぽ。（MBSテレビ）
- 美女山歩（2013年8月16日、スカイ・A sports+）
- キャスト （2013年10月-2018年9月 、ABCテレビ） 隔週木曜日（斉藤雪乃と交代で）
- おはよう朝日です（2009年4月3日 - 2022年9月13日、ABCテレビ）-リポーター

### ラジオ
- ゴーK!（2006年、MBSラジオ）
- サタデーホットリクエスト・WEST（2007年、NHK大阪）
- 宮崎哲弥 こころのすがた（2010年10月 - 2011年10月、MBSラジオ）
- Cheers!（2013年1月 - 2018年11月、ABCラジオ） - たつをと共にパーソナリティを担当
- FESTA Della Donna（2013年10月 - 、KISS FM KOBE）
- おはようパーソナリティ道上洋三です（2015年8月3日 - 7日・2016年8月10日 - 12日・2019年8月5日 - 9日・2020年8月10日 - 14日、ABCラジオ） - アシスタントの夏季休暇に伴う代演
- 伊藤史隆のラジオノオト（2017・2018年度、ABCラジオナイターオフ番組） - 火曜パートナーとしてレギュラー出演。2018年度は、2018年11月27日放送分まで出演後に、産前産後休暇入り。第1子出産後、2019年3月5日放送分から復帰。2019年度は、育児との兼ね合いにより2019年2月に小塚の代役を務めた向井亜季に交代。
- RKC高知放送　吉弘拓生の「今こそ高知が面白い！」（2024年10月-吉弘拓生とともにパーソナリティを担当）

### CM
- 司法書士法人アヴァンス・リーガルサービスグループ アヴァンス法務事務所（2009年）
  - 西日本中心にテレビ・ラジオCMを放映。
  - 小塚は同企業のイメージキャラクターも務めた。
- アキュビュー® パートナーショップ 関西エリア篇 カウンセラー役（2015年）
- サカイ引越センター「おとなりも」篇。

### 舞台
- つな（ABCホール：2017年5月19日 - 21日）
- 能×現代演劇works#04「ともえと、」（山本能楽堂：2018年1月28・29日）

### キャンペーンその他
- 大阪府警 特殊詐欺被害防止ポスター（2019年）